# Swat the Spy
Pour plus de détails, voir Fiche technique et Distribution.
Swat the Spy est un film muet américain réalisé par Arvid E. Gillstrom, sorti en 1918.

## Fiche technique
- Titre : Swat the Spy
- Réalisation : Arvid E. Gillstrom
- Scénario : Hamilton Thompson, Arvid E. Gillstrom et Raymond L. Schrock
- Photographie : H. Alderson Leach
- Montage :
- Musique :
- Producteur : William Fox
- Société de production : Fox Film Corporation
- Pays d'origine :  États-Unis
- Langue : intertitres en anglais
- Format : Noir et blanc — 35 mm — 1,33:1 — Son : Muet
- Genre : Comédie dramatique et espionnage
- Durée : 50 minutes
- Dates de sortie :
  -  États-Unis : 29 septembre 1918

## Distribution
- Jane Lee : Jane Sheldon
- Katherine Lee : Kaatherine Sheldon
- Charles Slattery : Andrew Sheldon
- Pat Hartigan : Karl Schmidt
- Florence Ashbrooke : Lena Muller